# بالان واندرورلد
بالان واندرورلد یا دنیای شگفت‌انگیز بالان (به انگلیسی: Balan Wonderworld) یک بازی پرشی توسعه‌یافته توسط آرزست و بالان کمپانی می‌باشد که توسط اسکوئر انیکس در سال ۲۰۲۱ منتشر شده‌است. بازیکن نقش دو کودک که توسط موجودی جادویی به نام بالان راهنمایی می‌شوند را برعهده دارد. آن‌ها وارد دوازده جهان مختلف می‌شوند که هر کدام از دل‌های ناآرام و رنج‌کشیدهٔ افراد شکل گرفته‌اند. بازیکن با جست‌وجو در مراحل، آیتم‌هایی جمع‌آوری می‌کند تا به نواحی بعدی دست یابد و با پوشیدن لباس‌هایی با مضامین مختلف از قدرت‌های متنوعی بهره می‌گیرد.